# Cenopalpus aratus
Cenopalpus aratus är en spindeldjursart som beskrevs av Mohammad Nazeer Chaudhri 1971. Cenopalpus aratus ingår i släktet Cenopalpus och familjen Tenuipalpidae. Inga underarter finns listade i Catalogue of Life.